# José María Satrústegui

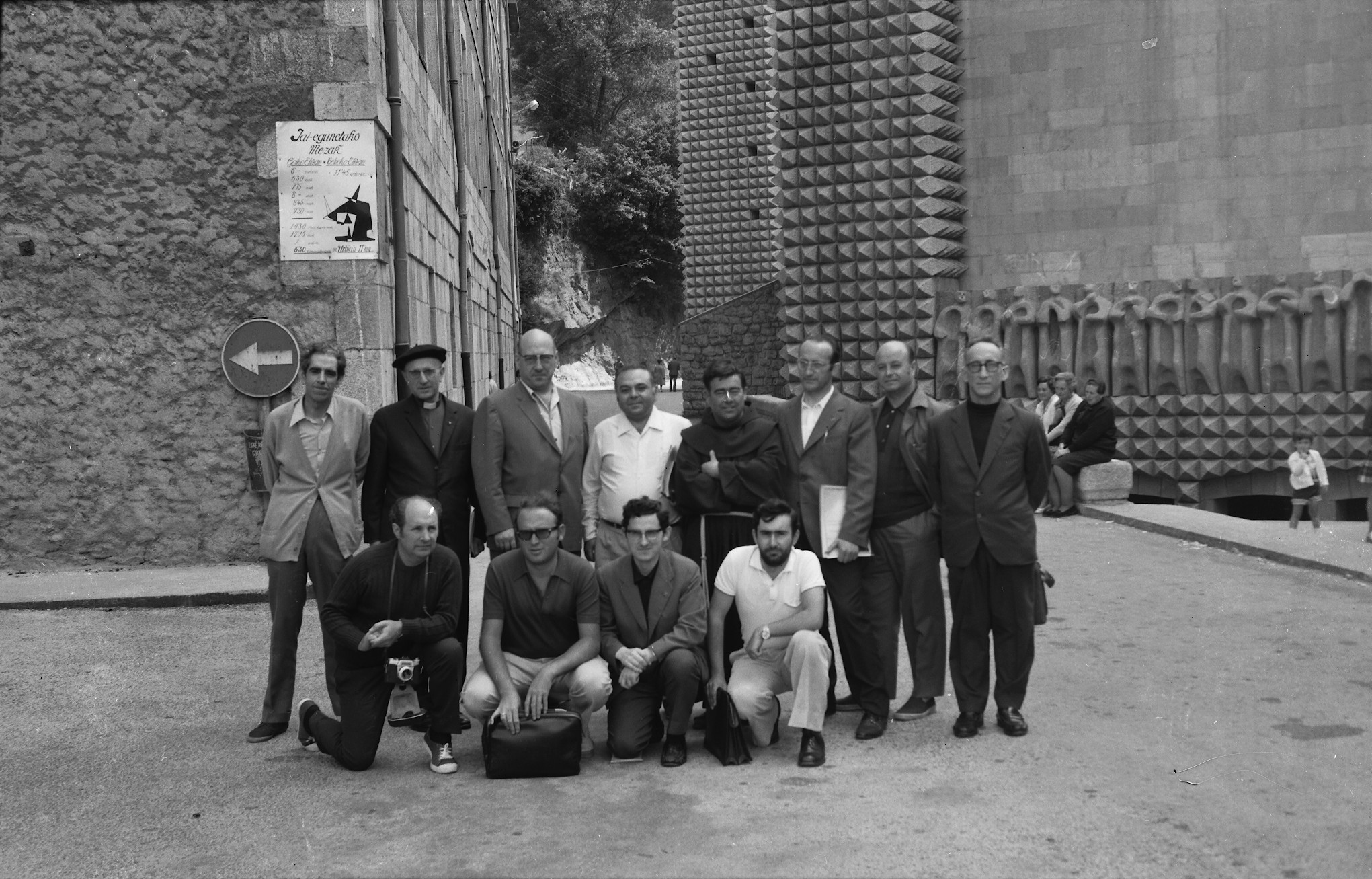
Miembros de Euskaltzaindia reunidos en el santuario de Arantzazu en 1972. Arriba de izquierda a derecha: Koldo Mitxelena, Iratzeder, Jean Haritxelhar, Alfonso Irigoien, Luis Villasante, José Mari Satrustegi, Patxi Altuna e Imanol Berriatua. Debajo: Juan San Martín, José Luis Lizundia, Joseba Intxausti y Xabier Kintana.

José María Satrústegui Zubeldia (Arruazu, 15 de noviembre de 1930 - Pamplona, 27 de marzo de 2003) fue un sacerdote, etnógrafo antropólogo y estudioso español del euskera. Nacido en Navarra, se consideraba parte del "pueblo vasco". Formó parte del Grupo Etniker-Navarra en sus inicios (en 1968) siendo discípulo también de José Miguel de Barandiarán.

## Biografía
Cursó los estudios eclesiásticos en el seminario de Pamplona, siendo ordenado sacerdote en 1955. Ejerció como sacerdote en Madoz, Valcarlos y Urdiáin.
Presencia constante en revistas culturales en lengua vasca, destacando como etnógrafo. Fue secretario de la Real Academia de la Lengua Vasca durante catorce años. Desde el año 1963, fue académico de número ocupando la vacante dejada por Orixe.
Fue miembro del Ateneo Navarro/Nafar Ateneoa, siendo uno de los socios fundadores y primer secretario (1985-1988), también del Instituto Americano de Estudios Vascos de Buenos Aires y fue académico de honor de la Academia Lingüística Internacional de Armenia.

## Obras
En conjunto su bagaje bibliográfico supera la veintena de libros así como cientos de artículos en publicaciones periódicas, siendo el responsable de la página en euskera (Euskal Hizkuntza orria) del Diario de Navarra entre 1961-1972.
Fue director, o propiciador, de las siguientes revistas:
- Fontes Linguae Vasconum. Studia et Documenta (1969)
- Cuadernos de Etnología y Etnografía de Navarra, contribuyendo de forma relevante en su creación siendo el secretario José Esteban Uranga Galdiano.[5]

Y entre sus obras cabe destacar:
- Euskal izendegia (1972). De gran relevancia y trascendencia social siendo considerada el primer diccionario de nombres vascos.[2]
- Ekaitza (1973).
- Euskaldunen eskubideak (1975).
- Personajes populares relacionados con la brujería (1970).
- Mitos y creencias (1980).
- Comportamiento sexual de los vascos (1981).
- Euskal textu zaharrak (1987).[6]
- Solsticio de invierno: (fiestas populares, olentzero, tradiciones de navidad) (1988).
- Antropología y lengua: (tradición popular, memoria colectiva) (1989).
- Mattin Mottela (2001).